# MIHO NAKAYAMA TOUR '98 Live・O・Live
『MIHO NAKAYAMA TOUR '98 Live・O・Live』（ミホ・ナカヤマ ツアー ナインティー・エイト ライブ・オー・ライブ）は、中山美穂の9作目のライブビデオ。1998年12月23日にキングレコードからリリースされた。

## 解説
- 同年6月に発売されたアルバム『OLIVE』を引っさげて行われたコンサートツアー「MIHO NAKAYAMA TOUR '98 "Live・O・Live"」（全国29公演）から、8月8日の中野サンプラザ公演を完全収録している（ただし、セットリスト曲目は全て収録されているものの、実際のコンサート当日は機材トラブルにより8曲目の「Baby Pink Moon」の前奏部分でベース音が出なくなってしまい演奏中断、7曲目の「NAME」から再度歌い直している。収録されているのはこの歌い直したほうの「NAME」である。また、6曲目の「Sea Paradise」、15曲目の「ヨッシャ！！」の後にはMCがあったが、それぞれカットされている。）。
- 前年のツアー「Miho Nakayama CONCERT TOUR '97 "Groovin' Blue"」（全国38公演）は映像化されなかったため、2年振りのライブビデオとなった。
- 前半6曲は全て別アレンジで歌われている。また、1980年代のアルバムから「Naked Cruising」「Velvet Hammer」「Please」が選曲された。
- 翌年もツアーは開催されたが映像化されず、また現時点で最後のツアーとなったため、本作が最後のライブビデオである。
- 2003年に発売された『Miho Nakayama Complete DVD BOX』に収納されている。

## 収録曲
1. あなたを宇宙へ届けたい
2. You're My Only Shinin' Star
3. Naked Cruising
4. Velvet Hammer
5. Please
6. Sea Paradise -OLの反乱-
7. NAME
8. Baby Pink Moon
9. Fiancé〜あなたのok わたしのyes
10. EL NINO
11. Daddy
12. Oliveの呟き
13. ANGEL SOUL
14. コワレタ ライム
15. ヨッシャ!！
16. 未来へのプレゼント
17. LOVE CLOVER
18. 遠い街のどこかで…
19. 天使の気持ち
20. Angel
21. The Eternities
22. 少年の瞳